# Caiuá
Caiuá este un oraș în São Paulo (SP), Brazilia.